# Fernando Centeno López
Fernando Centeno López (Genalguacil, 1954) es un escritor, funcionario y político español del Partido Socialista Obrero Español, alcalde de Genalguacil desde mayo de 1983 a mayo de 2003, y Diputado provincial de Málaga desde junio de 1987 a mayo de 2011. Por último, es hermano del Parlamentario Andaluz, Rafael Centeno López.

## Biografía
Licenciado en Magisterio, ha sido alcalde de Genalguacil entre 1983 a 2003, y diputado provincial en la Diputación Provincial de Málaga entre 1987 a 2011. Por último, fue secretario de Medio Ambiente y Ordenación del Territorio del PSOE de dicha provincia. 
En homenaje a su labor como alcalde, cuenta con un museo a su nombre en su localidad natal, fundado en 2004, año en el que también transformo Genalguacil en el pueblo del arte.